# Eriopygodes impar
Eriopygodes impar là một loài bướm đêm trong họ Noctuidae.